# Acolitado

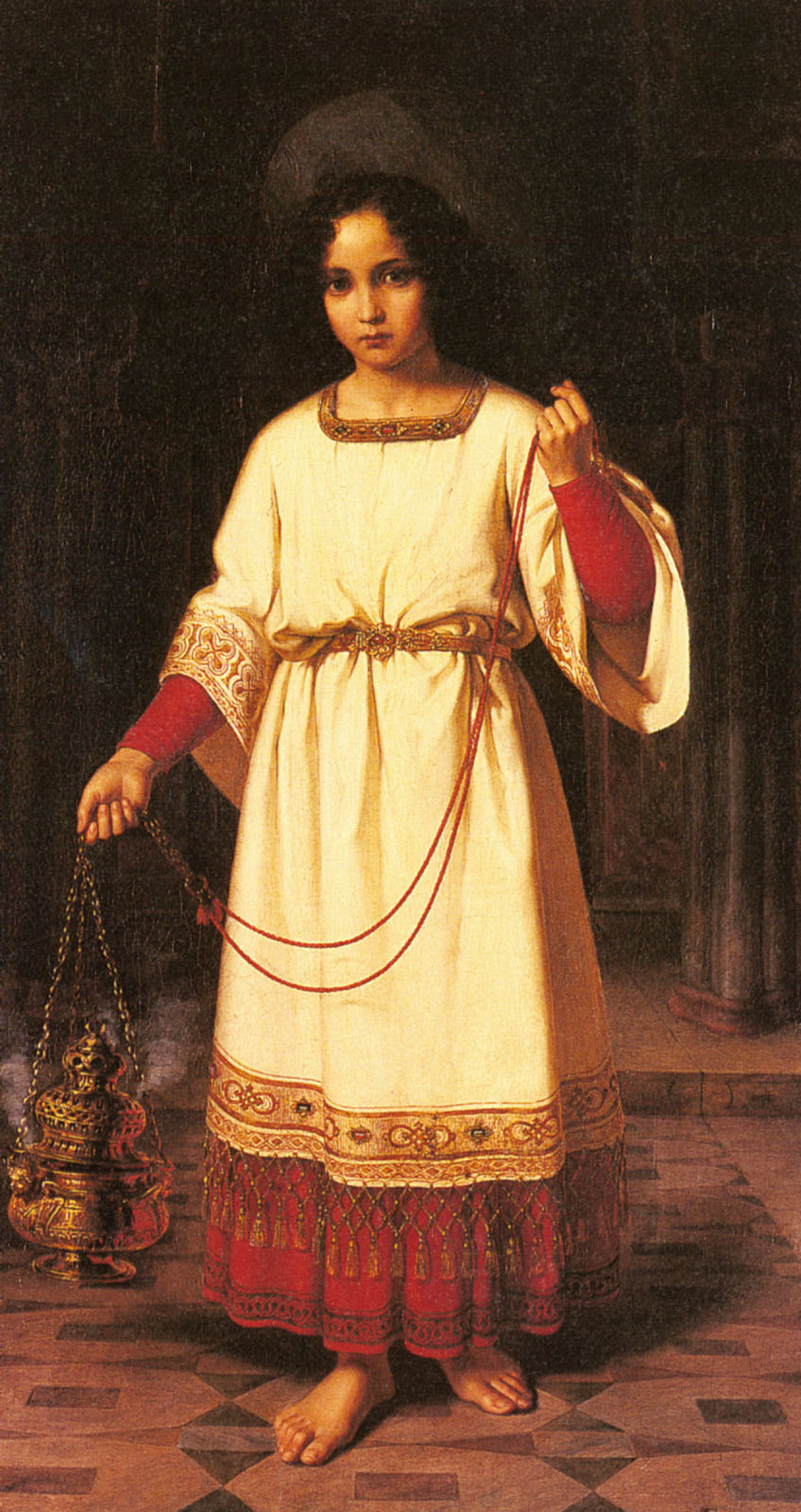
El acólito, 1842, obra de Abraham Solomon

El acolitado (del griego ἀκόλουθος akolouthos, «quien sigue» o «quien acompaña») es un ministerio laical de la Iglesia católica, la Iglesia anglicana y la Iglesia Morava, que permite a quien lo ostenta ayudar al diácono cuidando del servicio en el altar y ayudando al presbítero durante las celebraciones litúrgicas, especialmente la misa. 

## Historia
Desde los primeros siglos de la Iglesia se acostumbró a dar el nombre de acólitos a aquellos jóvenes que aspirando al ministerio eclesiástico se dedicaban a acompañar y seguir a los obispos, tanto para servirles en clase de pajes, como para llevar y traer las cartas o epístolas que recíprocamente se escribían. También recogían antiguamente las ofrendas de los fieles que se bendecían durante la misa y acabada esta se entregaban a los diáconos y presbíteros para su distribución.
Algunos autores, entre ellos el docto Tomasino, sostienen que en la iglesia griega jamás se conocieron los acólitos. Pero otros, con el P. Goar, defienden la opinión contraria apoyados en el testimonio de san Dionisio , san Ignacio mártir, de san Epifanio, en los concilios de Laodicea y Antioquía, en las novelas de Justiniano y en la autoridad de Focio y añade que los griegos modernos tienen hoy acólitos con el nombre de ceroferarios. 
Todos, sin embargo, convienen en que la iglesia latina los tuvo, según hemos dicho, desde los primeros tiempos. En Roma se conocieron tres clases, a saber: 
- palatinos, servían al papa en su palacio
- estacionarios, estaban adscritos al servicio de alguna iglesia particular
- regionarios, seguían y acompañaban a los subdiáconos ayudándoles en las funciones de su ministerio que ejercían en los distintos cuarteles de la ciudad.[3]

En enero de 2021 el papa Francisco confirió por primera vez a mujeres el ministerio de lectoras y acólitas.

## Funciones
El ministerio del acólito es reconocido por la colación o institución por parte del obispo, aunque este ministerio en la práctica se realiza normalmente por acólitos o acólitas "extraoficiales", es decir, no instituidos. Normalmente se instituye como acólito a los candidatos a las sagradas órdenes del diaconado y del presbiterado, aunque el ministerio puede ser ejercido por personas laicas (la condición de clérigo se recibe con la ordenación de diácono).
Según el Código de Derecho Canónico podrán ser instituidos acólitos quienes sean laicos bautizados, aunque el ejercicio de ese ministerio no les da derecho a remuneración por parte de la Iglesia católica (cf. CDC 230).
Sus principales funciones concretas son:
- Distribuir la comunión cuando faltan los ministros por algún motivo o cuando el número de los comulgantes es demasiado elevado.
- También en circunstancias especiales puede exponer y reservar el Santísimo Sacramento pero no dar la bendición eucarística.
- Instruye a monaguillos y otras personas que ayudan en el servicio del altar.

De acuerdo con el Código de Derecho Canónico, los candidatos al sacerdocio deben ser instituidos acólitos con, al menos seis meses de antelación a la ordenación diaconal.
Tiene funciones equivalentes al acólito el Ministro extraordinario de la Sagrada Comunión.

## Monaguillos[6]

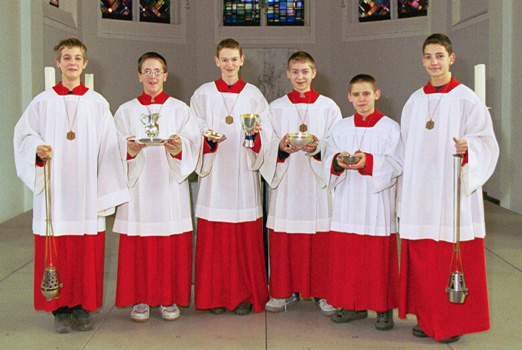
Grupo de monaguillos y objetos litúrgicos.

Aunque el término acólito se usa también para referirse a quienes ayudan en el altar sin haber sido instituidos, las expresiones "monaguillo" o "servidor del altar" son más precisas, para evitar confusiones. Es habitual que el ministerio del altar sea ejercido por niños, llamados en este caso monaguillos, con la única diferencia de que estos no pueden dar la comunión, por su edad. El hecho de que sea lo habitual no significa que sea un ministerio para niños, sino que puede ejercerlo sin institución cualquier cristiano que ha recibido la primera comunión. 
La palabra monaguillo proviene de monjes pequeños, en Italia son conocidos como chierichetti o pequeños clérigos, en catalán escolans y en Alemania ministrantes. Se prefiere la palabra acólito, reservando el vocablo "monaguillo" para los ministros extraordinarios o de hecho, es decir que no han sido nombrados solemnemente y no pertenecen a un "colegio" de acólitos o que ejercen estas funciones de forma esporádica.
Los monaguillos son “acólitos de hecho”, que sin haber sido instituidos en el ministerio de acólitos, lo ejercen más o menos establemente en las celebraciones comunitarias.
Las funciones que estos monaguillos pueden desempeñar son: 
1. Atender al servicio del altar.
2. Ayudar al obispo, al sacerdote y al diácono.
3. Prestar su servicio en las diversas procesiones, por ejemplo con la cruz, los cirios, el incienso o el misal.
4. Atender en el ofertorio a la recogida de los dones u ofrendas.